# Подкозелье (Пуховичский район)
Подкозелье (бел. Падказе́лле) — упразднённая деревня в Пуховичском районе Минской области Белоруссии. В составе Шацкого сельсовета.

## География

### Гидрография
На реке Шать, около впадения в неё Ковалёвки.

## История
Деревня Михалевичи известна с середины XVIII века, когда она принадлежала к домену Шацк, собственность Антония Оскерко, старосты Мозырского. Входила в состав Минского повета Минского воеводства Великого Княжества Литовского.
В результате второго раздела Речи Посполитой 1793 года территория оказалась в составе Российской империи, в Игуменском уезде Минской губернии. Позже перешла от Оскерков к Леневичам. В 1860 году 2 двора. После 1861 года в Шацкой волости Игуменского уезда. Во второй половине XIX века в фольварке было около 2 волок земли. Как отмечал краевед Александр Ельский, место было выгодным как пастбище и место для рыболовства и охоты. В 1889 году урочищем Подкозелье (Покозелье) владел православный дворянин Николай Леонович Леневич, было 32 десятины земли. Согласно переписи 1908 года хутор. Согласно переписи 1916 года застенок.
С конца февраля 1918 года территория оккупирована войсками Германской империи. 25 марта 1918 года согласно Третьей Уставной грамоте провозглашена частью Белорусской Народной Республики. В декабре 1918 года занята Красной Армией, с 1 января 1919 года в соответствии с постановлением I съезда КП(б) Беларуси она вошла в состав Советской Белоруссии, с 27 февраля 1919 года — в ЛитБел ССР. Во время польско-советской войны в августе 1919 — июле 1920 годов под оккупацией Польши (Минский округ ГУУЗ).
С 31 июля 1920 года в Белорусской ССР. В 1926 году 4 двора. В 1939 году было 5 дворов.
Во Вторую мировую войну с конца июня 1941 года под оккупацией Германии. В октябре 1943 года деревня была сожжена оккупационными войсками, погублено 5 жителей. После войны не была восстановлена.

## Население

### Численность
- 1940 год — 7 дворов, 42 жителей

### Динамика
- 1908 год — 4 двора, 29 жителей[5]
- 1916 год — 4 двора, 29 жителей, все белорусы[6]
- 1940 год — 7 дворов, 42 жителей[9]

## Достопримечательность
- Мемориал расположен у бывшей деревни Подкозелье и сооружен в память о погибших 30 июня 1941 года в окрестностях деревни Старинки на шоссе Узда — Пуховичи.